# Liste der Bodendenkmäler in Windorf
Auf dieser Seite sind die Bodendenkmäler in dem niederbayerischen Markt Windorf zusammengestellt. Diese Tabelle ist eine Teilliste der Liste der Bodendenkmäler in Bayern. Grundlage ist die Bayerische Denkmalliste, die auf Basis des Bayerischen Denkmalschutzgesetzes vom 1. Oktober 1973 erstmals erstellt wurde und seither durch das Bayerische Landesamt für Denkmalpflege geführt wird. Die folgenden Angaben ersetzen nicht die rechtsverbindliche Auskunft der Denkmalschutzbehörde.

## Bodendenkmäler in Windorf

### Bodendenkmäler in der Gemarkung Albersdorf
| Lage                  | Objekt                                                                                          | Akten-Nr.     | Bild |
| --------------------- | ----------------------------------------------------------------------------------------------- | ------------- | ---- |
| Albersdorf (Standort) | Siedlungen des Spätneolithikums (Chamer Gruppe) und der späten Latènezeit.                      | D-2-7345-0008 |      |
| Albersdorf (Standort) | Mittelalterlicher Burgstall.                                                                    | D-2-7345-0027 |      |
| Albersdorf (Standort) | Siedlung, verebnetes ovales Grabenwerk und verebnete Grabhügel vorgeschichtlicher Zeitstellung. | D-2-7345-0029 |      |
| Albersdorf (Standort) | Siedlung vor- und frühgeschichtlicher Zeitstellung.                                             | D-2-7345-0030 |      |
| Albersdorf (Standort) | Siedlung der Chamer Gruppe und der Latènezeit.                                                  | D-2-7345-0166 |      |
| Albersdorf (Standort) | Station bzw. Schlagplatz des Jung- oder Spätpaläolithikums.                                     | D-2-7345-0207 |      |
| Albersdorf (Standort) | Neolithisches Silexabbaurevier.                                                                 | D-2-7345-0211 |      |

### Bodendenkmäler in der Gemarkung Otterskirchen
| Lage                             | Objekt | Akten-Nr.     | Bild |
| -------------------------------- | --- | ------------- | ---- |
| Otterskirchen (Standort)         | Mittelalterlicher Burgstall. | D-2-7345-0031 |      |
| Otterskirchen (Standort)         | Mittelalterlicher Burgstall Schloßberg. | D-2-7345-0032 |      |
| Otterskirchen (Standort)         | Verebneter mittelalterlicher Turmhügel. | D-2-7345-0033 |      |
| Otterskirchen (Standort)         | Siedlung vor- und frühgeschichtlicher Zeitstellung, unter anderem der Steinzeiten und der Latènezeit. | D-2-7345-0035 |      |
| Otterskirchen (Standort)         | Siedlung vor- und frühgeschichtlicher Zeitstellung. | D-2-7345-0037 |      |
| Otterskirchen (Standort)         | Untertägige mittelalterliche und frühneuzeitliche Befunde und Funde im Bereich der katholischen Filialkirche St. Georg in Gaishofen, darunter die Spuren von Vorgängerbauten bzw. älteren Bauphasen.                                                       | D-2-7345-0122 |      |
| Otterskirchen (Standort)         | Untertägige mittelalterliche und frühneuzeitliche Befunde und Funde im Bereich des abgegangenen Adelssitzes und späteren fürstbischöflichen Jagdschlosses Kading.                                                                                          | D-2-7345-0130 |      |
| Otterskirchen (Standort)         | Untertägige spätmittelalterliche und frühneuzeitliche Befunde und Funde im Bereich der katholischen Filial- und Wallfahrtskirche Vierzehn-Nothelfer in Neuhofen, darunter die Spuren von Vorgängerbauten bzw. älteren Bauphasen (St. Johannes und Paulus). | D-2-7345-0136 |      |
| Otterskirchen (Standort)         | Untertägige mittelalterliche und frühneuzeitliche Befunde und Funde im Bereich der katholischen Pfarrkirche St. Michael in Otterskirchen, darunter die Spuren von Vorgängerbauten bzw. älteren Bauphasen.                                                  | D-2-7345-0138 |      |
| Otterskirchen Windorf (Standort) | Siedlung des Mittel- und Jungpaläolithikums sowie der Bronzezeit. | D-2-7346-0182 |      |

### Bodendenkmäler in der Gemarkung Rathsmannsdorf
| Lage                      | Objekt | Akten-Nr.     | Bild |
| ------------------------- | --- | ------------- | ---- |
| Rathsmannsdorf (Standort) | Siedlung des Neolithikums. Mesolithische Station. | D-2-7345-0038 |      |
| Rathsmannsdorf (Standort) | Untertägige spätmittelalterliche und frühneuzeitliche Befunde und Funde im Bereich der alten katholischen Pfarrkirche St. Ulrich in Rathsmannsdorf, darunter die Spuren von Vorgängerbauten bzw. älteren Bauphasen. | D-2-7345-0105 |      |
| Rathsmannsdorf (Standort) | Untertägige mittelalterliche und frühneuzeitliche Befunde und Funde im Bereich der Burg und des späteren Schlosses Rathsmannsdorf mit Vorburg bzw. vorgelagertem Wirtschaftshof („Schlossgut“).                     | D-2-7345-0106 |      |
| Rathsmannsdorf (Standort) | Siedlung der Chamer Gruppe. | D-2-7345-0167 |      |

### Bodendenkmäler in der Gemarkung Windorf
| Lage               | Objekt | Akten-Nr.     | Bild |
| ------------------ | --- | ------------- | ---- |
| Windorf (Standort) | Untertägige mittelalterliche Befunde und Funde im Bereich der abgegangenen Burg Windberg (Burgstall Schloßberg).                                                                                               | D-2-7345-0039 |      |
| Windorf (Standort) | Untertägige mittelalterliche und frühneuzeitliche Befunde und Funde im Bereich der katholischen Pfarrkirche St. Jakobus der Ältere in Windorf, darunter die Spuren von Vorgängerbauten bzw. älteren Bauphasen. | D-2-7345-0147 |      |
| Windorf (Standort) | Untertägige spätneuzeitliche Befunde und Funde im Bereich der katholischen Frauenbergkapelle bei Windorf, darunter die Spuren von Vorgängerbauten bzw. älteren Bauphasen.                                      | D-2-7345-0148 |      |
| Windorf (Standort) | Siedlung des Neolithikums. | D-2-7345-0205 |      |